# Pterocuma pectinatum
Pterocuma pectinatum is een zeekommasoort uit de familie van de Pseudocumatidae. De wetenschappelijke naam van de soort is voor het eerst geldig gepubliceerd in 1893 door Sowinsky.